# Sitterdorf
Sitterdorf (toponimo tedesco) è una frazione del comune svizzero di Zihlschlacht-Sitterdorf, nel Canton Turgovia (distretto di Weinfelden).

## Storia

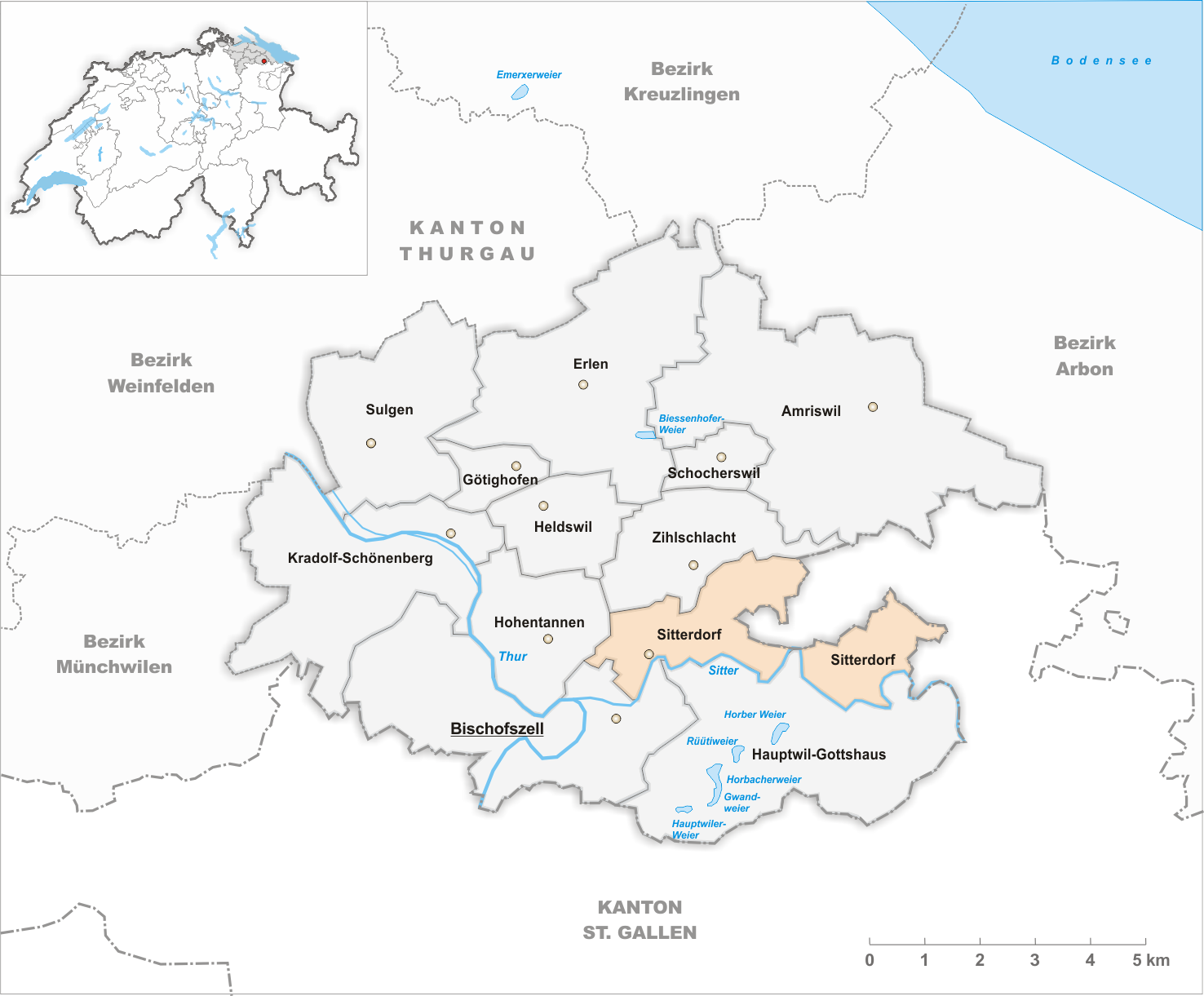
Il territorio del comune di Sitterdorf prima degli accorpamenti comunali del 1997

Già comune autonomo (Ortsgemeinde) che apparteneva al distretto di Bischofszell, nel 1997 è stato aggregato all'altro comune soppresso di Zihlschlacht per formare il nuovo comune di Zihlschlacht-Sitterdorf.

## Monumenti e luoghi d'interesse

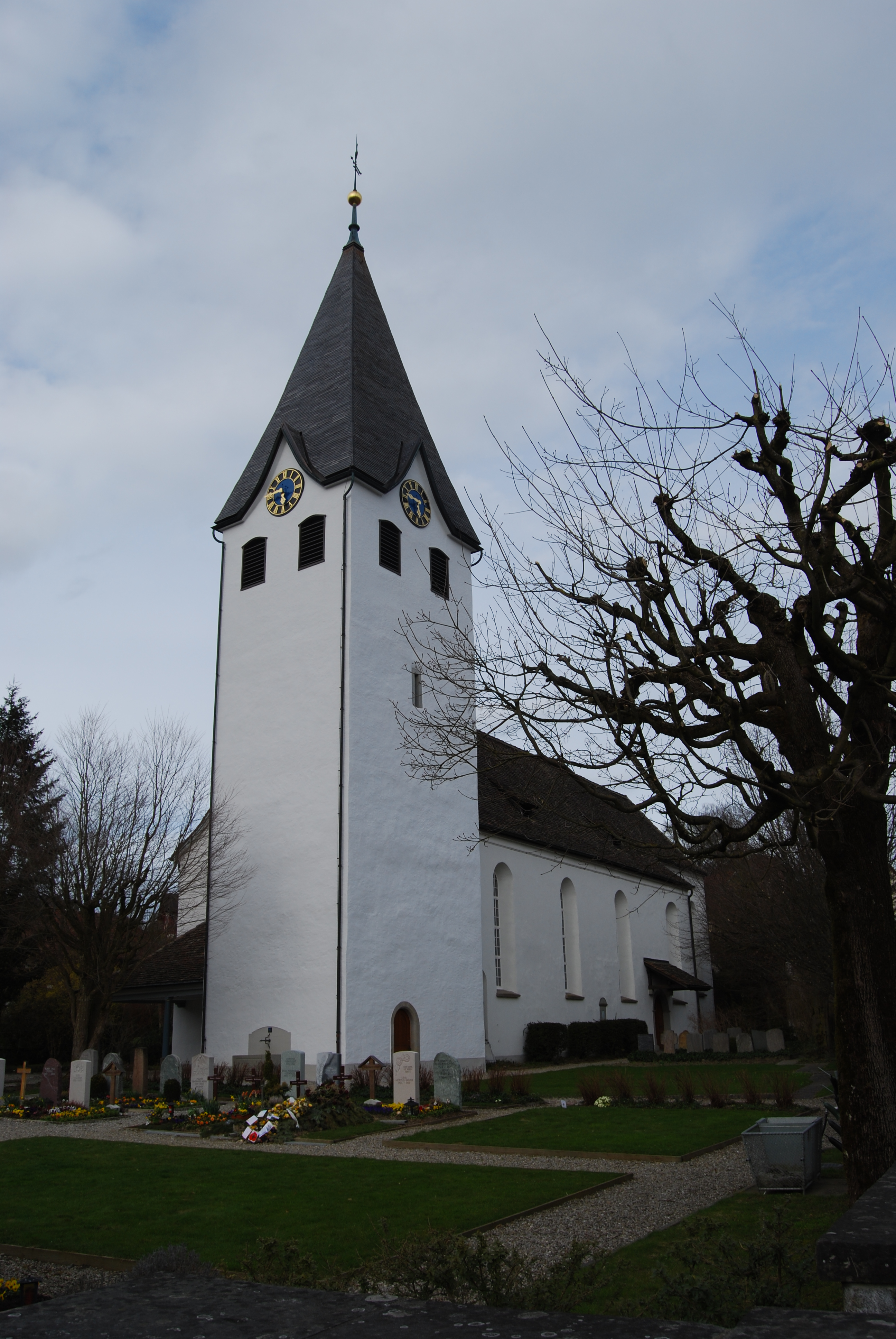
La chiesa protestante

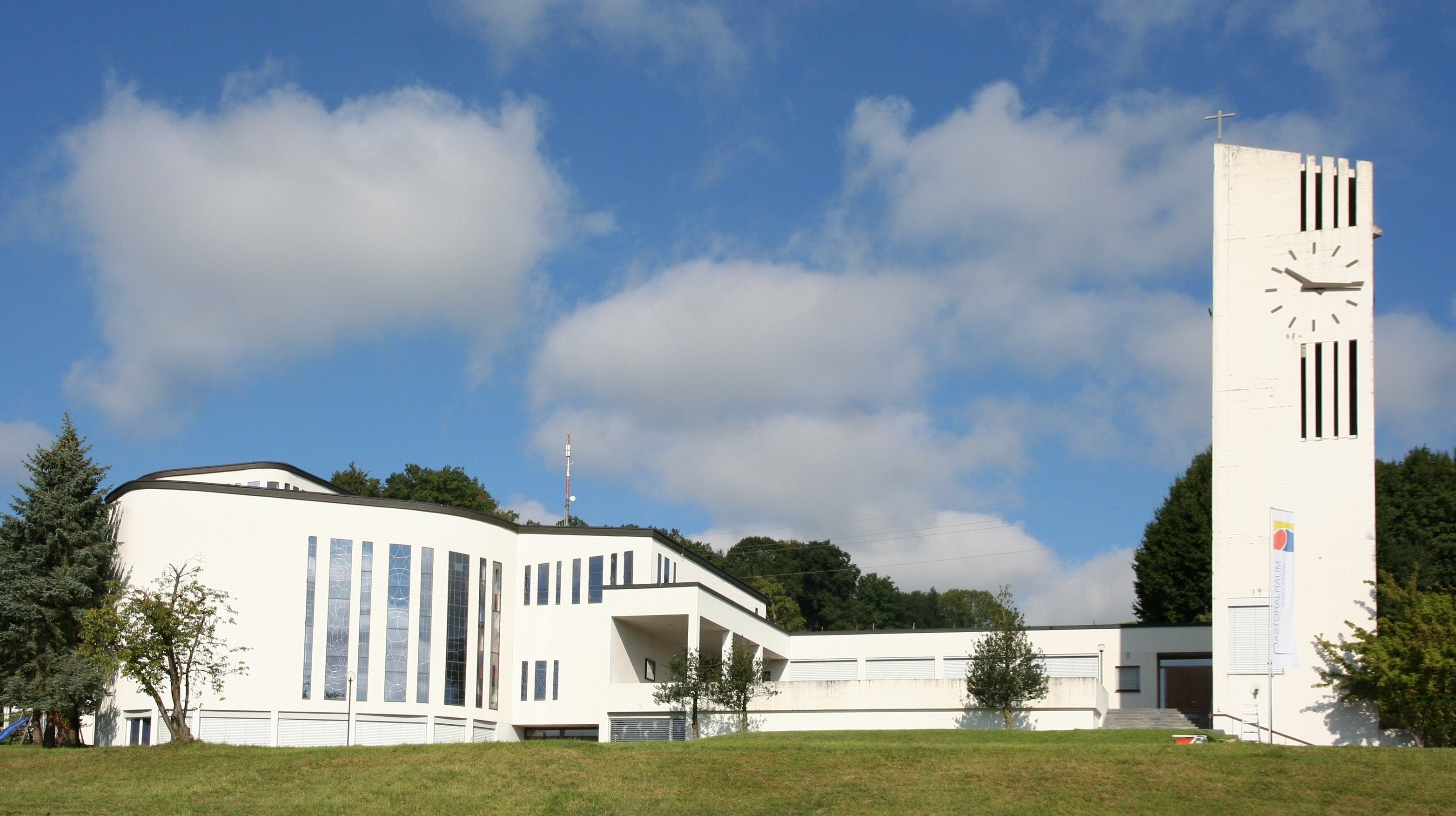
La chiesa cattolica

- Chiesa protestante di San Martino, attestata dal 1215, paritaria fino al 1961[1];
- Chiesa cattolica di Santa Maria Regina, eretta nel 1961[1].

## Società

### Evoluzione demografica
L'evoluzione demografica è riportata nella seguente tabella:
Abitanti censiti

## Amministrazione
Ogni famiglia originaria del luogo fa parte del cosiddetto comune patriziale e ha la responsabilità della manutenzione di ogni bene ricadente all'interno dei confini della frazione.

## Infrastrutture e trasporti
È servito dall'omonima stazione sulla ferrovia Sulgen-Gossau.